# Kongres w Albany

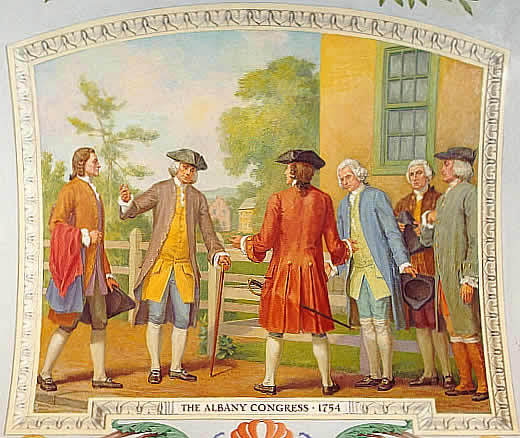
Uczestnicy konferencji w Albany

Kongres w Albany, inaczej Konferencja w Albany – spotkanie przedstawicieli siedmiu spośród trzynastu północnoamerykańskich kolonii brytyjskich latem 1754 roku wobec zagrożenia spodziewanym wybuchem konfliktu z Francją. Reprezentanci spotykali się codziennie, od 19 czerwca do 11 lipca w Albany w prowincji Nowy Jork, aby dyskutować o stosunkach z plemionami indiańskimi oraz o wspólnych środkach obronnych przeciw Francuzom. Mieli nadzieję zawrzeć traktaty z tymi plemionami, które przysłały do Albany swoich reprezentantów na rozmowy z dowódcami British Army, lecz Indianie nie przyjęli zwyczajowych podarków i zerwali rokowania. Część z nich – w czasie wojny o kolonie – miała opowiedzieć się po stronie Francuzów.

## Negocjacje indiańskie
Do Albany, gdzie stacjonowało dowództwo armii brytyjskiej przygotowującej się do ataku na forty francuskie na pograniczu w dolinie rzeki Ohio, przybyło około czterdziestu przedstawicieli Konfederacji Irokezów. Ich głównym rzecznikiem był wódz Hendrick z plemienia Mohawków. Rokowania – wbrew oczekiwaniom strony brytyjskiej – zakończyły się fiaskiem. Indianie odmówili przyjęcia zwyczajowych podarunków (ich zdaniem zbyt skromnych) i nie zawarli umowy gwarantującej wspólne uderzenie na przeciwnika. Podczas wojny 1754–1763 Irokezi byli podzieleni – podczas gdy Mohawkowie trzymali z Brytyjczykami, plemię Onondagów stanęło po stronie Francji. Wobec zerwania rokowań poczucie zagrożenia mieszkańców kolonii, zwłaszcza terenów graniczących z doliną Ohio, wyraźnie wzrosło.

## Plan utworzenia unii
Reprezentujący Pensylwanię Benjamin Franklin przedłożył – znacznie przekraczającą cel zwołania kongresu – propozycję planu zjednoczenia kolonii, która jednakże, po długiej debacie i przyjęciu zmian zaproponowanych przez gubernatora Hutchinsona z Massachusetts, nie została przegłosowana. Plan ten został poddany pod rozwagę jako rekomendacja, lecz został odrzucony zarówno przez króla Jerzego II, jak i legislatury poszczególnych kolonii, ponieważ odbierał im część posiadanych uprawnień.
Unia obejmowałaby kolonie północnoamerykańskie oprócz Nowej Szkocji i Georgii. Plan zakładał powołanie urzędu władzy wykonawczej w postaci jednoosobowego Prezydenta-Generała (ang. President-General), który byłby wyznaczany przez Króla i odpowiadałby za stosunki z Indianami, gotowość wojskową oraz egzekwowanie praw regulujących różnorodne dziedziny handlu i działalności finansowej. Zakładał on też powołanie Wielkiej Rady (ang. Grand Council), wybieranej przez legislatury kolonialne; podział głosów między delegatów z poszczególnych kolonii miał być oparty na wysokości podatków płaconych przez każdą z nich. Mimo że plan ten został odrzucony, niektóre z jego założeń zostały później zapisane w Artykułach konfederacji (ang. Articles of Confederation) oraz konstytucji USA.

### Uczestnicy
W Kongresie wzięło udział dwudziestu jeden przedstawicieli kolonii Nowy Jork, Pensylwania, Maryland, Massachusetts, Rhode Island, Connecticut oraz New Hampshire. Funkcję Przewodniczącego pełnił William DeLancey, urzędujący gubernator Nowego Jorku i gubernator-gospodarz Kongresu. Rolę Sekretarza Kongresu (ang. Secretary to the Congress) pełnił Peter Wraxall.
Lista delegatów obejmowała następujące osoby:
- Connecticut: William Pitkin, Roger Wolcott, Elisha Williams, John Lydius
- Prowincja Maryland: Abraham Barnes, Benjamin Tasker
- Prowincja Massachusetts Bay: Thomas Hutchinson
- Prowincja New Hampshire: Mesheck Ware, Theodore Atkinson
- Prowincja Nowy Jork: James Delancey, William Johnson
- Pensylwania: Benjamin Franklin, William Franklin, Conrad Weiser
- Rhode Island: Stephen Hopkins.

Kolejny kongres zwołano w 1765 roku, protestując przeciw ustawie stemplowej. Następnym był I Kongres Kontynentalny w roku 1774.